# Saint-Georges-sur-Baulche
Saint-Georges-sur-Baulche este o comună în departamentul Yonne, Franța. În 2009 avea o populație de 3,502 de locuitori.

## Evoluția populației
| An        | 1975  | 1982  | 1990  | 1999  | 2006  | 2009  |
| --------- | ----- | ----- | ----- | ----- | ----- | ----- |
| Populație | 2,962 | 3,385 | 3,186 | 3,155 | 3,248 | 3,502 |